# Полог и его болгарское население
„Полог и его болгарское население“ (в превод на български „Пологът и неговото българско население“) e книга, отпечатана на руски език в 1929 година в София. Автор на книгата е видният руски и съветски лингвист Афанасий Селищев.
Книгата на Селишчев за Полога и положките говори е фундаментално изследване за региона. Селишчев започва да събира материали из областта през 1914 г. Интересите на руския учен са многостранни – история, география, природа, бит на населението, духовна култура и език.